# أربعة مذهلون: ظهور المتزلج الفضي
الأربعة الخياليون أو الأربعة الرائعون الجزء الثاني (فانتساتيك فور2) (ظهور سيرفر الفضي) (بالإنجليزية: Fantastic Four: Rise of the Silver Surfer)
وهو الجزء الثاني من فيلم الأربعة الرائعون وهو من أفلام الخيال العلمي المقتبسة من مجلة الرسوم مارفل Marvel Comics

## وصلات خارجية
- أربعة مذهلون: ظهور المتزلج الفضي على موقع IMDb (الإنجليزية)
- أربعة مذهلون: ظهور المتزلج الفضي على موقع ميتاكريتيك (الإنجليزية)
- أربعة مذهلون: ظهور المتزلج الفضي على موقع روتن توميتوز (الإنجليزية)
- أربعة مذهلون: ظهور المتزلج الفضي على موقع نتفليكس (الإنجليزية)
- أربعة مذهلون: ظهور المتزلج الفضي على موقع قاعدة بيانات الأفلام العربية
- أربعة مذهلون: ظهور المتزلج الفضي على موقع ألو سيني (الفرنسية)
- أربعة مذهلون: ظهور المتزلج الفضي على موقع Turner Classic Movies (الإنجليزية)
- أربعة مذهلون: ظهور المتزلج الفضي على موقع أول موفي (الإنجليزية)
- أربعة مذهلون: ظهور المتزلج الفضي على موقع بوكس أوفيس موجو (الإنجليزية)
- أربعة مذهلون: ظهور المتزلج الفضي على موقع فيلمافينيتي (الإسبانية)